# Lista siturilor arheologice din județul Buzău - L
Lista siturilor arheologice din județul Buzău - L conține toate siturile arheologice din județul Buzău înscrise în Repertoriul Arheologic Național (RAN) și aflate în localități al căror nume începe cu litera L. RAN este administrat de Ministerul Culturii și Patrimoniului Național și cuprinde date științifice, cartografice, topografice, imagini și planuri, precum și orice alte informații privitoare la zonele cu potențial arheologic, studiate sau nu, încă existente sau dispărute.
Puteți căuta un sit din localitățile care încep cu litera L folosind formularul de mai jos sau puteți naviga prin toate siturile din județ la Lista siturilor arheologice din județul Buzău.
| Cod RAN                                  | Denumire | Localitate                          | Adresă                       | Datare                                       | Descoperit | Coordonate | Imagine           | Erori            |
| ---------------------------------------- | --- | ----------------------------------- | ---------------------------- | -------------------------------------------- | ---------- | ---------- | ----------------- | ---------------- |
| 45860.04.01                              | Necropola daco-romană de la Lunca / ansamblu anonim (Categorie: descoperire funerară) (Tip: Necropolă)                                | sat Lunca, comuna C.A. Rosetti      |                              | daco-romană sec. IV                          |            |            | Încărcați imagine | Raportați eroare |
| 45860.03.01                              | Situl arheologic de la Lunca - "Movila Nehoiu" / ansamblu anonim (Categorie: locuire) (Tip: Așezare)                                  | sat Lunca, comuna C.A. Rosetti      | Movila Nehoiu                |                                              |            |            | Încărcați imagine | Raportați eroare |
| 45860.03.02                              | Situl arheologic de la Lunca - "Movila Nehoiu" / ansamblu anonim (Categorie: locuire) (Tip: Necropolă)                                | sat Lunca, comuna C.A. Rosetti      | Movila Nehoiu                |                                              |            |            | Încărcați imagine | Raportați eroare |
| 45860.03.03                              | Situl arheologic de la Lunca - "Movila Nehoiu" / ansamblu anonim (Categorie: locuire) (Tip: Așezare)                                  | sat Lunca, comuna C.A. Rosetti      | Movila Nehoiu                | sec. IV                                      |            |            | Încărcați imagine | Raportați eroare |
| 45860.03.04                              | Situl arheologic de la Lunca - "Movila Nehoiu" / ansamblu anonim (Categorie: locuire) (Tip: Necropolă)                                | sat Lunca, comuna C.A. Rosetti      | Movila Nehoiu                | sec. IV                                      |            |            | Încărcați imagine | Raportați eroare |
| 45860.02.01                              | Necropola din epoca migrațiilor de la Lunca - "Movila Mică" / ansamblu anonim (Categorie: descoperire funerară) (Tip: Necropolă)      | sat Lunca, comuna C.A. Rosetti      | Movila Mică                  | sec. III - IV                                |            |            | Încărcați imagine | Raportați eroare |
| 45860.01.01                              | Situl arheologic de la Lunca / ansamblu anonim (Categorie: locuire civilă) (Tip: Așezare)                                             | sat Lunca, comuna C.A. Rosetti      |                              | Boian                                        |            |            | Încărcați imagine | Raportați eroare |
| 45860.01.02                              | Situl arheologic de la Lunca / ansamblu anonim (Categorie: locuire civilă) (Tip: Așezare)                                             | sat Lunca, comuna C.A. Rosetti      |                              | Sântana de Mureș - Cerneahov sec. III - IV   |            |            | Încărcați imagine | Raportați eroare |
| 45860.01.03                              | Situl arheologic de la Lunca / ansamblu anonim (Categorie: locuire civilă) (Tip: Așezare)                                             | sat Lunca, comuna C.A. Rosetti      |                              | sec. VII                                     |            |            | Încărcați imagine | Raportați eroare |
| 47042.02.01                              | Situl arheologic de la Livada Mică / ansamblu anonim (Categorie: locuire civilă) (Tip: Așezare)                                       | sat Livada Mică, comuna Grebănu     |                              | Boian                                        |            |            | Încărcați imagine | Raportați eroare |
| 47042.02.02                              | Situl arheologic de la Livada Mică / ansamblu anonim (Categorie: locuire civilă) (Tip: Așezare)                                       | sat Livada Mică, comuna Grebănu     |                              |                                              |            |            | Încărcați imagine | Raportați eroare |
| 47042.02.03                              | Situl arheologic de la Livada Mică / ansamblu anonim (Categorie: locuire civilă) (Tip: Așezare)                                       | sat Livada Mică, comuna Grebănu     |                              |                                              |            |            | Încărcați imagine | Raportați eroare |
| 47042.01.01                              | Așezarea din epoca fierului de la Livada Mică - "La două cuie" / ansamblu anonim (Categorie: locuire civilă) (Tip: Așezare)           | sat Livada Mică, comuna Grebănu     | La două cuie                 |                                              |            |            | Încărcați imagine | Raportați eroare |
| 47042.01.02                              | Așezarea din epoca fierului de la Livada Mică - "La două cuie" / ansamblu anonim (Categorie: locuire civilă) (Tip: Așezare)           | sat Livada Mică, comuna Grebănu     | La două cuie                 |                                              |            |            | Încărcați imagine | Raportați eroare |
| 47042.01.03                              | Așezarea din epoca fierului de la Livada Mică - "La două cuie" / ansamblu anonim (Categorie: locuire civilă) (Tip: Așezare)           | sat Livada Mică, comuna Grebănu     | La două cuie                 |                                              |            |            | Încărcați imagine | Raportați eroare |
| 47168.07.01                              | Situl arheologic de la Largu - "Movila Popina" / ansamblu anonim (Categorie: locuire civilă) (Tip: Așezare)                           | sat Largu, comuna Largu             |                              | Noua                                         |            |            | Încărcați imagine | Raportați eroare |
| 47168.07.02                              | Situl arheologic de la Largu - "Movila Popina" / ansamblu anonim (Categorie: locuire civilă) (Tip: Așezare)                           | sat Largu, comuna Largu             |                              | sec. III - IV                                |            |            | Încărcați imagine | Raportați eroare |
| 47168.06.01                              | Situl arheologic de la Largu / ansamblu anonim (Categorie: descoperire funerară) (Tip: Necropolă)                                     | sat Largu, comuna Largu             |                              |                                              |            |            | Încărcați imagine | Raportați eroare |
| 47168.06.02                              | Situl arheologic de la Largu / ansamblu anonim (Categorie: descoperire funerară) (Tip: Necropolă)                                     | sat Largu, comuna Largu             |                              |                                              |            |            | Încărcați imagine | Raportați eroare |
| 47168.06.03                              | Situl arheologic de la Largu / ansamblu anonim (Categorie: descoperire funerară) (Tip: Necropolă)                                     | sat Largu, comuna Largu             |                              |                                              |            |            | Încărcați imagine | Raportați eroare |
| 47168.05.01                              | Așezarea din epoca fierului de la Largu - "Pogoanele satului" / ansamblu anonim (Categorie: locuire civilă) (Tip: Așezare)            | sat Largu, comuna Largu             | Pogoanele satului            |                                              |            |            | Încărcați imagine | Raportați eroare |
| 47168.05.02                              | Așezarea din epoca fierului de la Largu - "Pogoanele satului" / ansamblu anonim (Categorie: locuire civilă) (Tip: Așezare)            | sat Largu, comuna Largu             | Pogoanele satului            | sec. III - IV                                |            |            | Încărcați imagine | Raportați eroare |
| 47168.04.01                              | Așezarea Latene de la Largu - "Ochiul Bolbocelului" / ansamblu anonim (Categorie: locuire civilă) (Tip: Așezare)                      | sat Largu, comuna Largu             | Ochiul Bolbocelului          | sec. III - IV                                |            |            | Încărcați imagine | Raportați eroare |
| 47168.03.01                              | Necropola de la Largu - "Movila Mare" / ansamblu anonim (Categorie: descoperire funerară) (Tip: Necropolă)                            | sat Largu, comuna Largu             | Movila Mare sau Movila Lungă |                                              |            |            | Încărcați imagine | Raportați eroare |
| 47168.03.02                              | Necropola de la Largu - "Movila Mare" / ansamblu anonim (Categorie: descoperire funerară) (Tip: Necropolă)                            | sat Largu, comuna Largu             | Movila Mare sau Movila Lungă | sec. III - IV                                |            |            | Încărcați imagine | Raportați eroare |
| 47319.04.01                              | Așezarea neolitică de la Luciu - "popina Chișeul" / ansamblu anonim (Categorie: locuire civilă) (Tip: Așezare)                        | sat Luciu, comuna Luciu             |                              |                                              |            |            | Încărcați imagine | Raportați eroare |
| 47319.04.02                              | Așezarea neolitică de la Luciu - "popina Chișeul" / ansamblu anonim (Categorie: locuire civilă) (Tip: Așezare)                        | sat Luciu, comuna Luciu             |                              |                                              |            |            | Încărcați imagine | Raportați eroare |
| 47319.03.01                              | Așezarea Latene de la Luciu - "Vâjâitoarea" / ansamblu anonim (Categorie: locuire civilă) (Tip: Așezare)                              | sat Luciu, comuna Luciu             | Vâjâitoarea                  | sec. III - IV                                |            |            | Încărcați imagine | Raportați eroare |
| 47319.02.01                              | Așezarea neolitică de la Luciu / ansamblu anonim (Categorie: locuire civilă) (Tip: Așezare)                                           | sat Luciu, comuna Luciu             |                              |                                              |            |            | Încărcați imagine | Raportați eroare |
| 47319.02.02                              | Așezarea neolitică de la Luciu / ansamblu anonim (Categorie: locuire civilă) (Tip: Așezare)                                           | sat Luciu, comuna Luciu             |                              |                                              |            |            | Încărcați imagine | Raportați eroare |
| 47319.01.01                              | Așezarea Latene de la Luciu / ansamblu anonim (Categorie: locuire civilă) (Tip: Așezare)                                              | sat Luciu, comuna Luciu             |                              | sec. III - IV                                |            |            | Încărcați imagine | Raportați eroare |
| 47523.05.01                              | Situl arheologic de la Lipia - "Movila Olacului" / ansamblu anonim (Categorie: locuire civilă) (Tip: Așezare)                         | sat Lipia, comuna Merei             | Movila Olacului              | Boian                                        |            |            | Încărcați imagine | Raportați eroare |
| 47523.05.02                              | Situl arheologic de la Lipia - "Movila Olacului" / ansamblu anonim (Categorie: locuire civilă) (Tip: Așezare)                         | sat Lipia, comuna Merei             | Movila Olacului              | sec. III - IV                                |            |            | Încărcați imagine | Raportați eroare |
| 47523.04.01                              | Așezarea medievală de la Lipia / ansamblu anonim (Categorie: locuire civilă) (Tip: Așezare)                                           | sat Lipia, comuna Merei             |                              | sec. XIII - XVIII                            |            |            | Încărcați imagine | Raportați eroare |
| 47523.03.01                              | Necropola medievală de la Lipia / ansamblu anonim (Categorie: descoperire funerară) (Tip: Necropolă)                                  | sat Lipia, comuna Merei             |                              | sec. II - XI                                 |            |            | Încărcați imagine | Raportați eroare |
| 47809.02.01                              | Necropola de la Limpeziș - "Movila Țiganului" / ansamblu anonim (Categorie: descoperire funerară) (Tip: Necropolă)                    | sat Limpeziș, comuna Movila Banului | Movila Țiganului             |                                              |            |            | Încărcați imagine | Raportați eroare |
| 47809.02.02                              | Necropola de la Limpeziș - "Movila Țiganului" / ansamblu anonim (Categorie: descoperire funerară) (Tip: Necropolă)                    | sat Limpeziș, comuna Movila Banului | Movila Țiganului             | sec. III - IV                                |            |            | Încărcați imagine | Raportați eroare |
| 48593.01.01                              | Așezarea din epoca migrațiilor de la Lunca Frumoasă / ansamblu anonim (Categorie: locuire civilă) (Tip: Așezare)                      | sat Lunca Frumoasă, comuna Pârscov  |                              | sec. IV                                      |            |            | Încărcați imagine | Raportați eroare |
| 48879.03.01                              | Necropola neolitică de la Lunca - "Movila Hoineni" / ansamblu anonim (Categorie: descoperire funerară) (Tip: Necropolă)               | sat Lunca, comuna Puiești           | Movila Hoineni               |                                              |            |            | Încărcați imagine | Raportați eroare |
| 48879.02.01                              | Necropola neolitică de la Lunca - "Movila Lunca" / ansamblu anonim (Categorie: descoperire funerară) (Tip: Necropolă)                 | sat Lunca, comuna Puiești           | Movila Lunca                 |                                              |            |            | Încărcați imagine | Raportați eroare |
| 48879.01.01                              | Situl arheologic de la Lunca - "Movila II" / ansamblu anonim (Categorie: locuire civilă) (Tip: Așezare)                               | sat Lunca, comuna Puiești           | Movila II                    |                                              |            |            | Încărcați imagine | Raportați eroare |
| 48879.01.02                              | Situl arheologic de la Lunca - "Movila II" / ansamblu anonim (Categorie: locuire civilă) (Tip: Așezare)                               | sat Lunca, comuna Puiești           | Movila II                    |                                              |            |            | Încărcați imagine | Raportați eroare |
| 50521.03.01                              | Situl arheologic de la Lanurile - "Movila Bătvina" / ansamblu anonim (Categorie: locuire) (Tip: Așezare)                              | sat Lanurile, comuna Ziduri         | Movila Bătvina               | sec. III - V                                 |            |            | Încărcați imagine | Raportați eroare |
| 50521.03.02                              | Situl arheologic de la Lanurile - "Movila Bătvina" / ansamblu anonim (Categorie: locuire) (Tip: Necropolă)                            | sat Lanurile, comuna Ziduri         | Movila Bătvina               | sec. III - V                                 |            |            | Încărcați imagine | Raportați eroare |
| 50521.02.01                              | Situl arheologic de la Lanurile - la est de sat / ansamblu anonim (Categorie: locuire) (Tip: Așezare)                                 | sat Lanurile, comuna Ziduri         |                              | sec. IV - V                                  |            |            | Încărcați imagine | Raportați eroare |
| 50521.02.02                              | Situl arheologic de la Lanurile - la est de sat / ansamblu anonim (Categorie: locuire) (Tip: Necropolă)                               | sat Lanurile, comuna Ziduri         |                              | sec. IV - V                                  |            |            | Încărcați imagine | Raportați eroare |
| 47523.06                                 | Crucea Leancăi de la Lipia (Categorie: structură de cult/religioasă) (Tip: cruce)                                                     | sat Lipia, comuna Merei             |                              | sec, XVIII                                   |            |            | Încărcați imagine | Raportați eroare |
| 50521.01.01 (Cod LMI: BZ-I-s-B-02238)    | Situl arheologic de la Lanurile - "Movila Bătrână" / ansamblu anonim (Categorie: descoperire funerară) (Tip: Necropolă)               | sat Lanurile, comuna Ziduri         | Movila Bătrână               |                                              |            |            | Încărcați imagine | Raportați eroare |
| 50521.01.02 (Cod LMI: BZ-I-s-B-02238)    | Situl arheologic de la Lanurile - "Movila Bătrână" / ansamblu anonim (Categorie: descoperire funerară) (Tip: Necropolă)               | sat Lanurile, comuna Ziduri         | Movila Bătrână               | Monteoru                                     |            |            | Încărcați imagine | Raportați eroare |
| 50521.01.03 (Cod LMI: BZ-I-s-B-02238)    | Situl arheologic de la Lanurile - "Movila Bătrână" / ansamblu anonim (Categorie: descoperire funerară) (Tip: Necropolă)               | sat Lanurile, comuna Ziduri         | Movila Bătrână               | sec. III - IV                                |            |            | Încărcați imagine | Raportați eroare |
| 47168.01.01 (Cod LMI: BZ-I-m-B-02239.04) | Situl arheologic de la Largu - pe movila "La Popină III" / ansamblu anonim (Categorie: locuire civilă) (Tip: Așezare)                 | sat Largu, comuna Largu             | Pe movila La Popină III      | Boian                                        |            |            | Încărcați imagine | Raportați eroare |
| 47168.01.02 (Cod LMI: BZ-I-m-B-02239.03) | Situl arheologic de la Largu - pe movila "La Popină III" / ansamblu anonim (Categorie: locuire civilă) (Tip: Așezare)                 | sat Largu, comuna Largu             | Pe movila La Popină III      | Gumelnița                                    |            |            | Încărcați imagine | Raportați eroare |
| 47168.01.03 (Cod LMI: BZ-I-s-B-02239)    | Situl arheologic de la Largu - pe movila "La Popină III" / ansamblu anonim (Categorie: locuire civilă) (Tip: Așezare)                 | sat Largu, comuna Largu             | Pe movila La Popină III      | Noua                                         |            |            | Încărcați imagine | Raportați eroare |
| 47168.01.04 (Cod LMI: BZ-I-m-B-02239.02) | Situl arheologic de la Largu - pe movila "La Popină III" / ansamblu anonim (Categorie: locuire civilă) (Tip: Așezare)                 | sat Largu, comuna Largu             | Pe movila La Popină III      | sec. III - IV                                |            |            | Încărcați imagine | Raportați eroare |
| 47168.01.05 (Cod LMI: BZ-I-m-B-02239.01) | Situl arheologic de la Largu - pe movila "La Popină III" / ansamblu anonim (Categorie: locuire civilă) (Tip: Necropolă)               | sat Largu, comuna Largu             | Pe movila La Popină III      | sec. IV                                      |            |            | Încărcați imagine | Raportați eroare |
| 47168.02.01 (Cod LMI: BZ-I-s-B-02240)    | Necropola sarmatică de la Largu - "Cornul Măluleni" / ansamblu anonim (Categorie: descoperire funerară) (Tip: Necropolă)              | sat Largu, comuna Largu             | Cornul Malului               | sarmatică sec. III - IV                      |            |            | Încărcați imagine | Raportați eroare |
| 47809.01.01 (Cod LMI: BZ-I-s-B-02241)    | Așezarea Sântana de Mureș de la Limpeziș - "Puțul lui Dumitrache Arghir" / ansamblu anonim (Categorie: locuire civilă) (Tip: Așezare) | sat Limpeziș, comuna Movila Banului | Puțul lui Dumitrache Arghir, | Sântana de Mureș - Cerneahov sec. III - IV   |            |            | Încărcați imagine | Raportați eroare |
| 47523.01.01 (Cod LMI: BZ-I-m-B-02242.02) | Situl arheologic de la Lipia - "Movila Drumul Oilor" / ansamblu anonim (Categorie: locuire civilă) (Tip: Tell)                        | sat Lipia, comuna Merei             | Movila Drumul Oilor          | Gumelnița                                    |            |            | Încărcați imagine | Raportați eroare |
| 47523.01.02 (Cod LMI: BZ-I-m-B-02242.01) | Situl arheologic de la Lipia - "Movila Drumul Oilor" / ansamblu anonim (Categorie: locuire civilă) (Tip: Așezare)                     | sat Lipia, comuna Merei             | Movila Drumul Oilor          | Sântana de Mureș - Cerneahov sec. IV p. Chr. |            |            | Încărcați imagine | Raportați eroare |
| 47523.02.01 (Cod LMI: BZ-I-m-B-02243.04) | Situl arheologic de la Lipia - "Movila Olacolu" / ansamblu anonim (Categorie: locuire) (Tip: Tell)                                    | sat Lipia, comuna Merei             | Movila Olacolu,              |                                              |            |            | Încărcați imagine | Raportați eroare |
| 47523.02.02 (Cod LMI: BZ-I-m-B-02243.02) | Situl arheologic de la Lipia - "Movila Olacolu" / ansamblu anonim (Categorie: locuire) (Tip: Așezare)                                 | sat Lipia, comuna Merei             | Movila Olacolu,              | sec. IV - V p. Chr.                          |            |            | Încărcați imagine | Raportați eroare |
| 47523.02.03 (Cod LMI: BZ-I-m-B-02243.03) | Situl arheologic de la Lipia - "Movila Olacolu" / ansamblu anonim (Categorie: locuire) (Tip: Necropolă)                               | sat Lipia, comuna Merei             | Movila Olacolu,              | sec. IV - V p. Chr.                          |            |            | Încărcați imagine | Raportați eroare |
| 47523.02.04 (Cod LMI: BZ-I-m-B-02243.01) | Situl arheologic de la Lipia - "Movila Olacolu" / ansamblu anonim (Categorie: locuire) (Tip: Necropolă)                               | sat Lipia, comuna Merei             | Movila Olacolu,              | Dridu sec. VIII - XI p. Chr.                 |            |            | Încărcați imagine | Raportați eroare |
| 48389.01.01 (Cod LMI: BZ-I-m-B-02244.03) | Situl arheologic de la Lunca / ansamblu anonim (Categorie: locuire) (Tip: Așezare)                                                    | sat Lunca, oraș Pătârlagele         |                              | Boian                                        |            |            | Încărcați imagine | Raportați eroare |
| 48389.01.02 (Cod LMI: BZ-I-m-B-02244.02) | Situl arheologic de la Lunca / ansamblu anonim (Categorie: locuire) (Tip: Așezare)                                                    | sat Lunca, oraș Pătârlagele         |                              | sec. III - IV p. Chr.                        |            |            | Încărcați imagine | Raportați eroare |
| 48389.01.03 (Cod LMI: BZ-I-m-B-02244.01) | Situl arheologic de la Lunca / ansamblu anonim (Categorie: locuire) (Tip: Necropolă)                                                  | sat Lunca, oraș Pătârlagele         |                              | sec. IV p. Chr.                              |            |            | Încărcați imagine | Raportați eroare |